# Peltopleuriformes
Peltopleuriformes è un ordine estinto di pesci attinotterigi subolostei (stem-neopterygii), vissuto nel Triassico medio e Triassico superiore in ambienti marini dell’Europa e della Cina meridionale.

## Descrizione
Questi pesci erano generalmente di piccole o piccolissime dimensioni. Avevano denti molto piccoli o assenti. Il preopercolo era disposto verticalmente e si presentava sottile almeno nella sua porzione dorsale. L’opercolo risultava notevolmente più grande rispetto al subopercolo. Il canale sensoriale sopraorbitale terminava solitamente all’interno del frontale. Le scaglie laterali apparivano molto profonde, e la pinna caudale era esternamente quasi simmetrica, con meno di 10 raggi epassiali.

## Classificazione
L'ordine Peltopleuriformes è stato istituito da Lehman nel 1966, per accogliere i generi Peltopleurus e Placopleurus. In seguito a quest'ordine sono stati ascritti altri generi, in particolare i "pesci volanti" del Triassico come Thoracopterus.
Attualmente l'ordine Peltopleuriformes comprende la famiglia basale Peltopleuridae e il gruppo derivato Thoracopteroidea, comprendente le due famiglie Wushaichthyidae e Thoracopteridae, via via più specializzate verso l'espansione delle pinne pettorali.
- Ordine †Peltopleuriformes Lehman, 1966
  - †Altisolepis Mutter & Herzog, 2004 ?
  - †Cephaloxenus Brough, 1939 ?
  - †Habroichthys Brough, 1939 ?
  - †Nannolepis Griffith, 1977 ?
  - Famiglia †Peltopleuridae Brough, 1939
    - †Peltopleurus Kner, 1866a
    - †Placopleurus Brough, 1939

  - Superfamiglia †Thoracopteroidea Shen & Arratia, 2021
    - Famiglia †Wushaichthyidae Shen & Arratia, 2021
      - †Wushaichthys Xu et al., 2015
      - †Peripeltopleurus Bürgin, 1992
      - †Moradebrichthys Cartanyà et al., 2019

    - Famiglia †Thoracopteridae Griffith, 1977 sensu Shen & Arratia, 2021
      - †Thoracopterus Bronn, 1858
      - †Gigantopterus Abel, 1906
      - †Potanichthys Xu et al., 2013
      - †Italopterus Shen & Arratia, 2021

## Paleobiologia
Entrambe le famiglie presentano un marcato dimorfismo sessuale nella pinna anale; in quelli che si presumono essere gli esemplari maschi, la pinna anale è modificata in un organo intromittente, una caratteristica associata alla fecondazione interna e all'ovoviviparità. Studi paleontologici hanno evidenziato tali adattamenti in vari generi appartenenti a entrambi i gruppi.
I Thoracopteridae svilupparono nel tempo adattamenti morfologici che permettevano loro di planare sopra la superficie dell’acqua, in maniera simile ai moderni pesci volanti. Questo rappresenta un notevole caso di convergenza evolutiva.